# Lingua saisiyat
La lingua saisiyat è una delle lingue formosane, sottofamiglia delle lingue austronesiane, parlata a Taiwan,  tra la Contea di Hsinchu e la Contea di Miaoli.

## Distribuzione geografica
Il saisiyat è la lingua del popolo Saisiyat di aborigeni taiwanesi. L'area linguistica del Saisiyat è piuttosto ristretta, situata nelle regioni montane di Taiwan attorno a Wufeng, Hsinchu, Nanchuang e Miaoli. È circondata dalle aree nelle quali vengono parlate l'hakka e l'atayal. 
Al giorno d'oggi circa un migliaio di Saisiyat, soprattutto tra i giovani, non usano la loro lingua, preferendo parlare soprattutto hakka e atayal. Molti Saisiyat, tuttavia, sono in grado di parlare, oltre alla loro lingua ed alle due nominate, anche taiwanese minnan e mandarino. Nonostante il numero non troppo basso di parlanti saisiyat (4750 censiti nel 2002 secondo Ethnologue), la lingua è considerata a rischio.

## Dialetti
- Taai
- Tungho